# Jordan Aviation
Jordan Aviation (Arabisch: الأردنية للطيران, al-Urdunniyya li-ṭ-Ṭairān) is een chartermaatschappij met als basis Amman, Jordanië. Het is opgericht en actief sinds 2000 en voert chartervluchten uit naar het Midden-Oosten, Europa, Verre Oosten en Afrika. Het verzorgt ook wet-leasing diensten aan grote luchtvaartmaatschappijen tijdens het hoogseizoen. De luchthavens zijn Queen Alia International Airport (AMM) in Amman en Aqaba Airport (AQJ).

## Bestemmingen
Jordan Aviation voert lijnvluchten uit naar:(Juli 2015)
- Alexandrië, Amman, Assioet, Akaba, Bahrein, Damascus, Dubai, Koeweit, Tanger, Casablanca, Al Hoceima, Amsterdam

## Vloot
De vloot bestaat uit de volgende vliegtuigen (juli 2016):
- 3 Boeing 767-200
- 3 Airbus A320-200
- 4 Boeing 737-300
- 2 Boeing 737-400
- 1 Airbus A310-300